# ウィリアム・プランケット・マクレー
ウィリアム・プランケット・マクレー（William Plunkett Maclay, 1774年8月23日 – 1842年9月2日）は、ペンシルベニア州選出のアメリカ合衆国下院議員。

## 生涯
ウィリアム・プランケット・マクレーは、ペンシルベニア州ノーサンバーランド郡で誕生した。彼は1808年から1814年までペンシルベニア州ミフリン郡の首席書記官を務め、またペンシルベニア州下院議員も務めた。
1816年10月、マクレーはトマス・バーンサイドの辞任により空席となっていた第14連邦議会下院の欠員補充のための特別選挙に、民主共和党から立候補し当選した。同日に実施された第15連邦議会の下院議員としても立候補しており、同様に勝利した。1818年に実施された第16連邦議会でも勝利し、1816年12月から1821年まで連邦下院議員を務めた。1820年の選挙では同党候補ジョン・ブラウンに敗れた。
1837年にペンシルベニア州ハリスバーグで開催された憲法改正のための州大会で、マクレーは委員を務めた。その後、測量士として働き、また農業に従事した。1842年、ペンシルベニア州ミルロイで死去した。遺体はミルロイ長老派教会墓地に埋葬された。